# Click you Link me
『Click you Link me』（クリック・ユー・リンク・ミー）は、松浦亜弥の2作目となる企画スタジオ・アルバム。2010年11月24日にzetimaから発売された。規格品番：EPCE-5732。
2011年2月23日には後発でCD未収録のボーナス・トラック「想いあふれて」1曲を含めたアナログ盤が発売。規格品番：UFWT-9001。

## 概要
セルフカバー・洋楽カバーと新曲で構成。すべて新録音された全13曲。
「みんなひとり」は竹内まりやが松たか子に楽曲提供し、後にセルフカバーしたもの。本楽曲を松浦はたいへん気に入っているようで、自身のライブでたびたび披露している。2010年6月開催の「マニアック・ライブ」でも披露し、その際に「まりやさん、この曲、くれないかなぁ」と言っており、その願いがかなったものである。2010年12月にCBCラジオでのトーク&ライブに出演した際に「私、おそらくこの曲、まりやさんより好きだと思う」と竹内に伝えたら、「そうかもしれないわね」と笑って言われた、という逸話を披露していた。

## 評価
2014年に、インターネット上での松浦亜弥再評価記事が話題になり、その当時で本作は4年前に発売されたアルバムにもかかわらず、iTune Storeのアルバムランキングで一時期、第1位を獲得する。Amazonでの「一番ほしい物リストに追加されている商品」のランキングでも1位になるなど、異例の売れ行きを示した。

## 収録曲

### CD
1. The Difference [5:20]
作詞・作曲：Clyde Stubblefield, B.Sidran, Leo Sidran　訳詞：吉成伸幸　編曲：Leo Sidran　ホーンアレンジ：Al Falaschi, Leo Sidran
  - Clyde Stubblefieldのカバー
2. Feel Your Groove [3:36]
作詞・作曲：B.Sidran, Leo Sidran　訳詞：音羽志保　編曲：斎藤悠弥　ホーンアレンジ：竹上良成
3. 砂を噛むように…NAMIDA [4:35]
作詞：森村メラ　作曲：Joey Carbone & Kyoko Nitta　編曲：斎藤悠弥／ホーンアレンジ：竹上良成
  - シングルとは別アレンジ。
4. 横浜ロンド [4:29]
作詞：久保田洋司　作曲：mixakissa　編曲：高橋諭一
  - 新曲
5. ホームにて [4:42]
作詞・作曲：スガシカオ　編曲：高橋諭一
  - スガシカオのカバー。原曲はシングル「19才」のc/wに収録
6. Click you Link me [4:24]
作詞：2℃　作曲：隆勇人　編曲：斎藤悠弥　ホーンアレンジ：竹上良成
  - 新曲
7. 語り継ぐこと [4:43]
作詞：HUSSY_R　作曲：田鹿祐一　編曲：高橋諭一
  - 元ちとせのカバー。
8. Interlude 〜Okay〜 [0:33]
  - Instrumental楽曲。Clyde Stubblefieldのカバー
9. 渡良瀬橋（duet with 森高千里） [3:48]
作詞：森高千里　作曲：斉藤英夫　編曲：高橋諭一
  - コーラスとリコーダーで森高千里が参加。
  - アレンジは森高版に近いものになっている。
10. dearest. [5:52]
作詞・作曲：成海カズト　編曲：斎藤悠弥　ホーンアレンジ：竹上良成
11. only one [5:10]
作詞・作曲：梶野秀樹　編曲：高橋諭一
  - 新曲
12. ひとり [3:46]
作詞・作曲：中野雄太　編曲：斎藤悠弥　ホーンアレンジ：竹上良成
13. みんなひとり [4:30]
作詞・作曲：竹内まりや　編曲：斎藤悠弥　ホーンアレンジ：竹上良成
  - 松たか子のカバー

### アナログ盤
【A面】
1. The Difference
2. Feel Your Groove
3. 砂を噛むように…NAMIDA
4. 横浜ロンド
5. ホームにて
6. ひとり
7. Click you Link me

【B面】
1. 語り継ぐこと
2. Interlude 〜Okay〜
3. 渡良瀬橋
4. dearest.
5. only one
6. みんなひとり
7. 想いあふれて（CD未収録）